# Иванов, Константин Михайлович
Константи́н Миха́йлович Ивано́в (род. 16 июля 1963, Ленинград) — ректор Балтийского государственного технического университета (с 2009 по 2024 год). Доктор технических наук, профессор, преподаватель.

## Биография

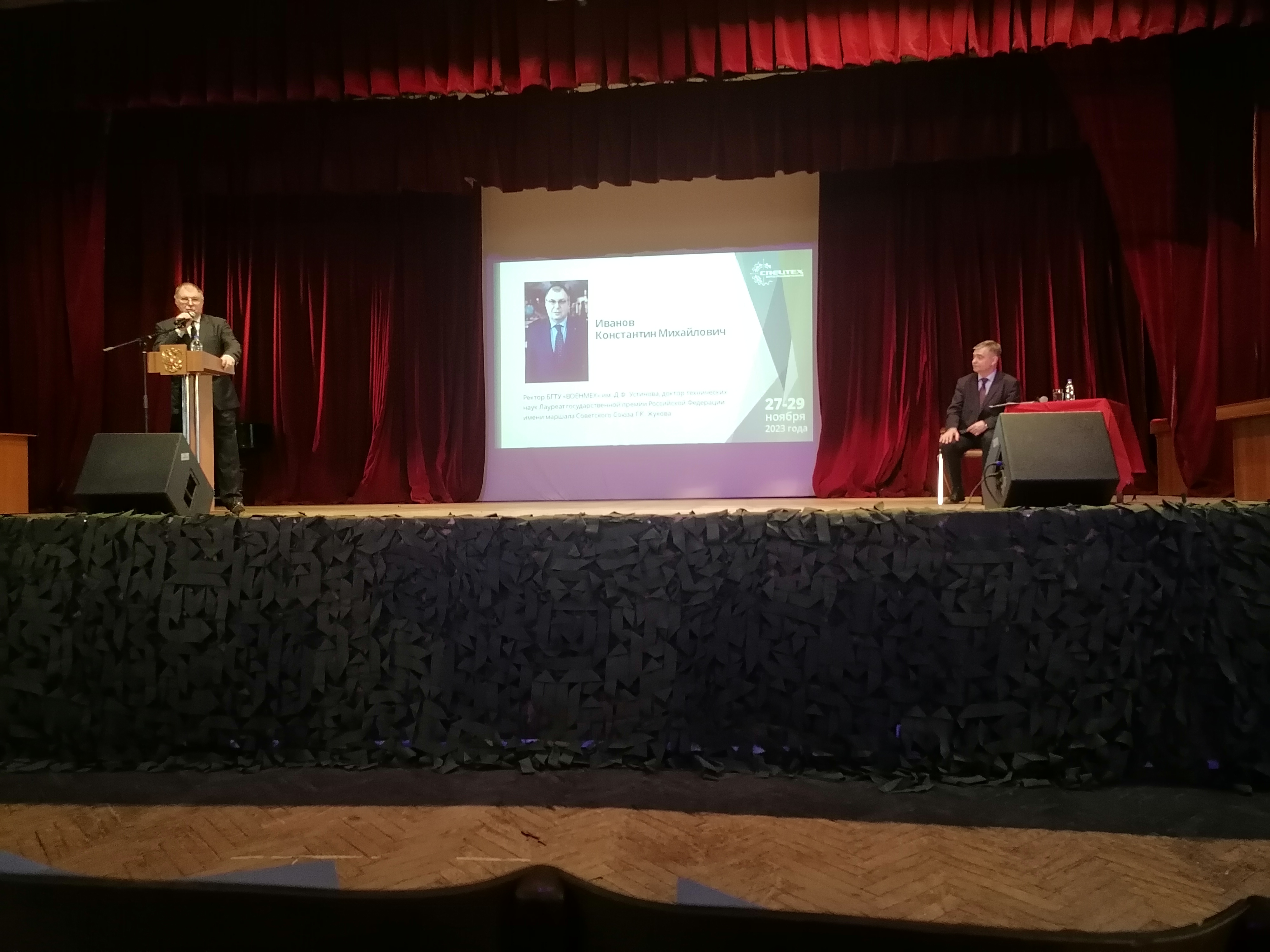
2023

После окончания 274 школы поступил в ЛМИ на факультет «Е», который окончил с отличием в 1986 году.
С 1986 года работал в БГТУ «Военмех» научным сотрудником. В 1989 году защитил кандидатскую диссертацию по проблеме совершенствования технологической подготовки производства. В 1997 году защитил докторскую диссертацию на тему: «Физико-механическое моделирование контактных процессов металлообработки». С 1998 года — профессор кафедры Е4.
Автор более 200 научных работ, из которых четыре научных монографии и 1 учебник. Подготовил трёх кандидатов наук и одного доктора технических наук.
Член редакционного совета журнала «Металлообработка», член докторского диссертационного совета при СПбГПУ, руководитель постоянно действующего семинара «Прогрессивные технологические процессы штамповки» в МУЭиТ.
В феврале 2017 года подписал обращение к губернатору Санкт-Петербурга Г. С. Полтавченко с просьбой ускорить передачу Исаакиевского собора в безвозмездное пользование РПЦ.